# Wokingham Without
Wokingham Without est une paroisse civile du Berkshire, en Angleterre.